# 杜衡 (陕西)
杜衡（1907年—1965年4月24日）又名杜振庭、杜振清、杜励君。陕西葭州（今佳县）店镇贺家沟村人。原中共陕西省委书记，后来投靠国民政府。

## 生平
1925年，杜衡在绥德陕西省立第四师范学校加入中国共产主义青年团，曾任共青团绥师特支组织干事、共青团绥德地方执委会宣传委员。同年，加入中国共产党，后到石谦的部队从事兵运工作。1927年来到西安，历任中共西安第二部委书记、中共陕甘区执行委员会候补委员、中共陕西省委委员。
1928年初，杜衡以中共陕西省委特派员的身份，赴绥德传达中共中央八七会议和中共陕西省委九二六扩大会议的精神，并创建了中共陕北特别区委员会。同年4月，在绥德苗家坪南丰寨（今属子洲县）召开了中共陕北第一次代表大会，成立了中共陕北特委，杜衡任特委书记。同年10月，杜衡回到中共陕西省委，担任任常委兼职工委员会书记。
1929年2月，刚刚在1月底进行改选的中共陕西省委遭到严重破坏。3月1日，未遭逮捕的三名中共陕西省委委员张国藩、薛永寿、王芾南在渭南县陈家滩召开了党、团紧急联席会议，决定成立中共陕西临时省委，将杜衡增补为中共陕西临时省委委员。3月23日，中共陕西临时省委在渭南召开了第二次全体会议，再次调整省委成员，杜衡成为中共陕西临时省委常委、书记。会后，中共陕西临时省委派杜衡等三人组成代表团赴上海向中共中央汇报工作。6月22日，中共中央作出了《关于陕西问题决议案》，指定杜衡出任中共陕西临时省委书记。7月，代表团自上海返抵陕西，在渭南召开了中共陕西临时省委全会，传达了中共中央的指示，部署工作。1930年7月上旬，中共陕西临时省委在蓝田县巩村小学召开了第五次扩大会议，决定将中共陕西临时省委改为中共陕西省委，杜衡仍担任省委书记。
1931年3月底，中共陕西省委在渭南县田家村召开了第六次全体会议，传达了中共六届四中全会的精神，批评了杜衡执行李立三左倾冒险指示的错误，改组了中共陕西省委，杜衡不再担任省委书记，改任省委常委兼管组织。8月初，在中央巡视员刘少文（又名刘国璋）的主持下，中共陕西省委再度改组，杜衡重新担任省委书记。
1932年6月，中共中央召开的北方各省代表会议决定，把开辟陕甘边苏区及建立红二十六军当作北方党组织的“第一项基本任务”。8月，中共中央指定杜衡为红二十六军政委，仍任省委委员；派孟坚（孟用潜）来陕西接任中共陕西省委书记。12月，杜衡到宜君县转角镇，将红军陕甘游击队改编为红二十六军第二团，自任红二十六军政委兼第二团政委。1933年3月，中共陕西省委全委会接受了杜衡关于改组省委的意见，对省委领导进行调整，袁岳栋任书记，杜衡任常委。但是，因为中共陕甘边特委和三原中心县委坚决反对杜衡留在省委机关工作，故4月9日又召开了中共陕西省委全委会，免去了杜衡的省委常委职务，令其回红二十六军工作。6月，杜衡执行“左”倾教条主义，强命红二十六军第二团南赴渭华创建苏区。结果部队遭到失败，损失十分严重，仅余刘志丹、王世泰等几十人返回了照金根据地。7月28日，杜衡作为省委委员出席了中共陕西省委在西安福盛楼饭馆举行的会议，被国民党特务发现，杜衡与中共陕西省委书记袁岳栋被捕后投降。杜衡写下了《陕西共党沿革》作为自白书，供出了其知道的全部中共组织及党员，导致中共陕西省委机关及关中、陕南各县的党团组织遭到彻底破坏。
此后，杜衡曾任CC系陕西特务首领宋志先领导的肃反委员会反省科科长。后来出任第一届国民大会代表。1949年，杜衡逃往台湾，任中华民国内政部调查局处长、国民党训练委员会（主要任务为训练情报人员）主任、国民大会宪政研讨委员会召集人。
1965年4月24日，杜衡在台湾病逝。